# Ocampo kommun, Tamaulipas
Ocampo är en kommun i Mexiko.   Den ligger i delstaten Tamaulipas, i den centrala delen av landet, 400 km norr om huvudstaden Mexico City.
Följande samhällen finns i Ocampo:
- Ocampo
- El Pensil
- La Muralla
- Las Canoas
- Pueblo Viejo
- Praxedis Guerrero
- Coahuila